# Dastūr
Un dastūr è un alto sacerdote mazdeo che ha autorità nelle questioni religiose e si trova al di sopra dei Mobad o Herbad.
Attualmente il termine viene utilizzato principalmente per indicare i sacerdoti parsi in India.